# Хутанпанджанг
Хутанпанджанг (индон. Hutapanjang) — стратовулкан, находящийся на острове Суматра в Индонезии к северо-западу от вулкана Сумбинг. Классифицирован как активный. Абсолютная высота составляет 2021 м. Последнее извержение вулкана не определено. Вполне возможно, землетрясение магнитудой 6,8 балла в 2009 году было связано с его активностью.